# Renwer
Renwer est un hameau du Manitoba, enclavée dans la municipalité rurale de Minitonas. Le hameau est localisée à 9 miles à l'est de Minitonas et tous près du parc provincial Duck Mountain. Le hameau était initialement connu sous le nom de Fisher Siding.

## Référence
- (en) Cet article est partiellement ou en totalité issu de l’article de Wikipédia en anglais intitulé « Renwer, Manitoba » (voir la liste des auteurs).